# بيله هو عليا (مقاطعة دالاهو)
بيله‌هو عليا (بالفارسية: بیله‌هو علیا) هي قرية تقع في كرمانشاه في إيران. يقدر عدد سكانها بـ 91 نسمة .